# František Arnošt z Valdštejna
František Arnošt hrabě z Waldsteinu, počeštěně z Valdštejna (německy Franz Ernst Graf von Waldstein; 19. července 1705 nebo 1706[zdroj?] Praha – 14. září 1748 Mnichovo Hradiště) byl český šlechtic, pocházel z hraběcího rodu Valdštejnů.

## Život

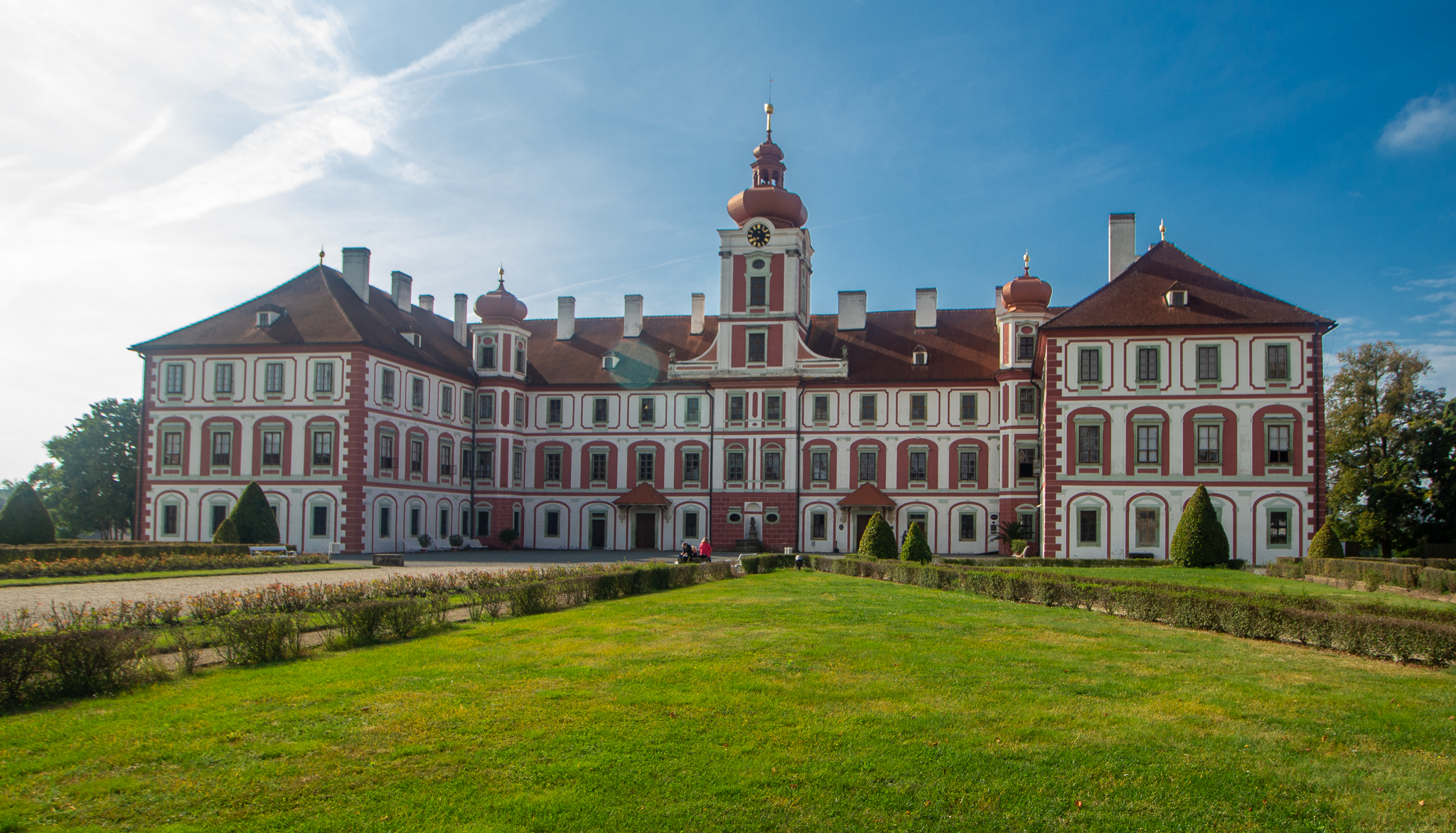
Zámek Mnichovo Hradište

Jan František Arnošt Heřman hrabě z Valdštejna (německy Johann Franz Ernst Hermann Graf von Waldstein) se narodil 19. července roku 1706 v Praze jako nejstarší syn císařského rady a moravského hejtmana (1717–1719), hraběte Františka Josefa z Valdštejna (1680–1722) a jeho manželky, hraběnky Marie Markéty Černínové z Chudenic (1687–1728), dcery hraběte Heřmana Jakuba Černína z Chudenic (1659–1710) a jeho ženy Marie Josefy, rozené Slavatové z Chlumu a Košumberka (1667–1708).

Erb Waldsteinů

František Arnošt a jeho mladší bratr František Josef Jiří (1709–1771) založili dvě rodové linie:
- František Arnošt byl zakladatelem mnichovohradišťské linie se statky Mnichovo Hradiště, Komorní Hrádek, Bělá, Kuřívody, Zvířetice a Doksy
- František Josef Jiří, od roku 1729 ženatý s Marií Josefou Terezií, rozenou z Trauttmansdorffu (1704–1757), založil duchcovsko-litomyšlskou linii rodu Valdštejnů, která vymřela roku 1901 po meči.

Stejně jako jeho otec[zdroj?] byl František Arnošt nositelem čestného titulu nejvyššího kráječe Království českého.
Hrabě Jan František Arnošt Heřman z Valdštejna zemřel ve věku 42 let 14. září 1748 na zámku v Mnichově Hradišti.

## Rodina a potomstvo
Dne 10. února 1727 se v Donaueschingenu oženil s lankraběnkou Marií Alžbětou z Fürstenbergu (28. února 1703 – 22. ledna 1767 Praha), dcerou lankraběte Prospera Ferdinanda z Fürstenberg-Stühlingenu (1662–1704) a jeho manželky, hraběnky Anny Žofie Eusebie z Königsegg-Rottenfelsu (1674–1731). Manželé měli několik děti, z nichž jen dvě se dožily dospělosti:
- 1. František Prokop (1727/1728 – 31. července 1734)
- 2. Sofie (1729 – 11. ledna 1733)
- 3. Jan Vincenc Ferrerius (17. června 1731 Vídeň – 10. dubna 1797 Třebíč)
  - ⚭ (14. 4. 1759 Praha) Žofie ze Šternberka (11. června 1738 Vídeň – 16. ledna 1803 Praha), měli osm dětí.

Syn Jan Vincenc se v letech 1770–1778 přátelil s Wolfgangem Amadeem Mozartem.